# Pangebatan (Bantarkawung)
Pangebatan is een bestuurslaag in het regentschap Brebes van de provincie Midden-Java, Indonesië. Pangebatan telt 8973 inwoners (volkstelling 2010).